# Eudelus brevicaudator
Eudelus brevicaudator är en stekelart som först beskrevs av Aubert 1966.  Eudelus brevicaudator ingår i släktet Eudelus och familjen brokparasitsteklar. Inga underarter finns listade i Catalogue of Life.